# Tomasz Wójtowicz
Tomasz Wójtowicz (Lublino, 22 settembre 1953 – 24 ottobre 2022) è stato un pallavolista polacco.

## Biografia
Membro della nazionale polacca di volley, fu campione del mondo nel 1974 e campione olimpico nel 1976.
Giocò per due stagioni in Italia, nella Pallavolo Parma e successivamente in A2 a Città di Castello fino al 1989.
Nel 2002 divenne il primo polacco a essere introdotto nella Vo2lleyball Hall of Fame.
Wójtowicz è morto nel 2022, dopo una lunga malattia.